# Amphisbaena silvestrii
Espèce
Amphisbaena silvestrii est une espèce d'amphisbènes de la famille des Amphisbaenidae.

## Répartition
Cette espèce se rencontre dans l'État du Mato Grosso au Brésil et dans le département de Santa Cruz en Bolivie.  

## Étymologie
Cette espèce est nommée en l'honneur de Filippo Silvestri.

## Publication originale
- Boulenger, 1902 : Descriptions of new fishes and reptiles discovered by Dr. F. Silvestri in South America. Annals and Magazine of Natural History, ser. 7, vol. 9, n. 52, p. 284-288 (texte intégral).